# Ōmisoka
Ōmisoka (大晦日) ou ōtsugomori (大晦) é uma celebração tradicional japonesa no último dia do ano. Tradicionalmente, era celebrado no último dia do 12º mês lunar. Com o Japão ter mudado para o uso do Calendário gregoriano no início da Era Meiji, agora é celebrado na véspera do Ano Novo para celebrar o ano novo.

## Origens

### Etimologia
O último dia de cada mês do calendário lunissolar japonês era historicamente chamado de misoka (晦日). Originalmente, "miso" era escrito como 三十, indicando o 30º dia, embora misoka às vezes caísse no dia 29 devido à duração variável do mês lunar. O último dia do 12º mês lunar é chamado ōmisoka (大晦日)  — com o 大 indicando que é o último dia do mês daquele ano — ou o "grande trigésimo dia". Como parte da Restauração Meiji, o Japão mudou para o calendário gregoriano em 1873, e ōmisoka foi definido como 31 de dezembro, ou véspera de Ano Novo. O dia também é conhecido pela pronúncia arcaica de ōtsugomori (大晦). Esta é uma versão abreviada de tsukigomori (月隠り), que significa "último dia do mês" 

### Atividades

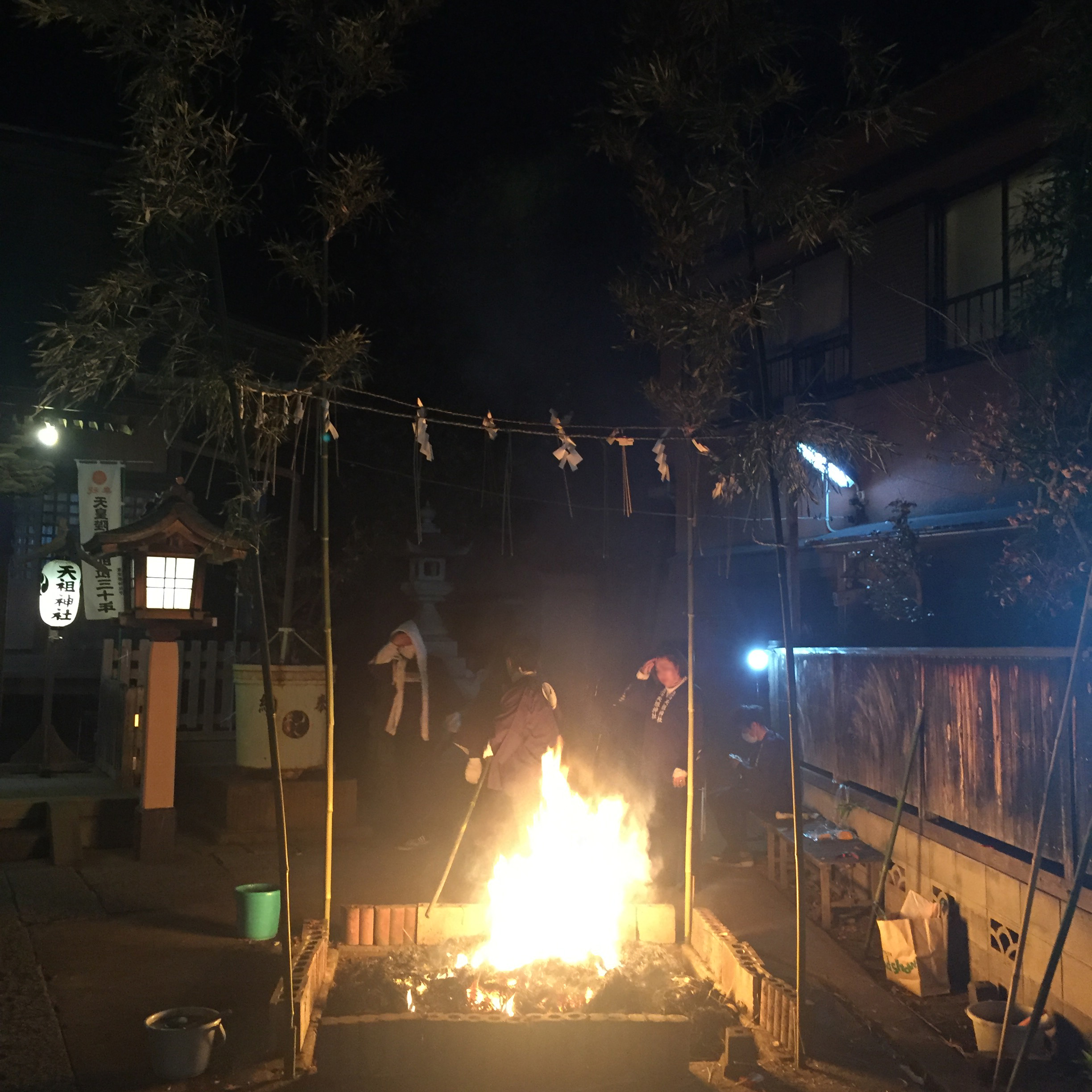
Otakiage, uma fogueira ritual num santuário.

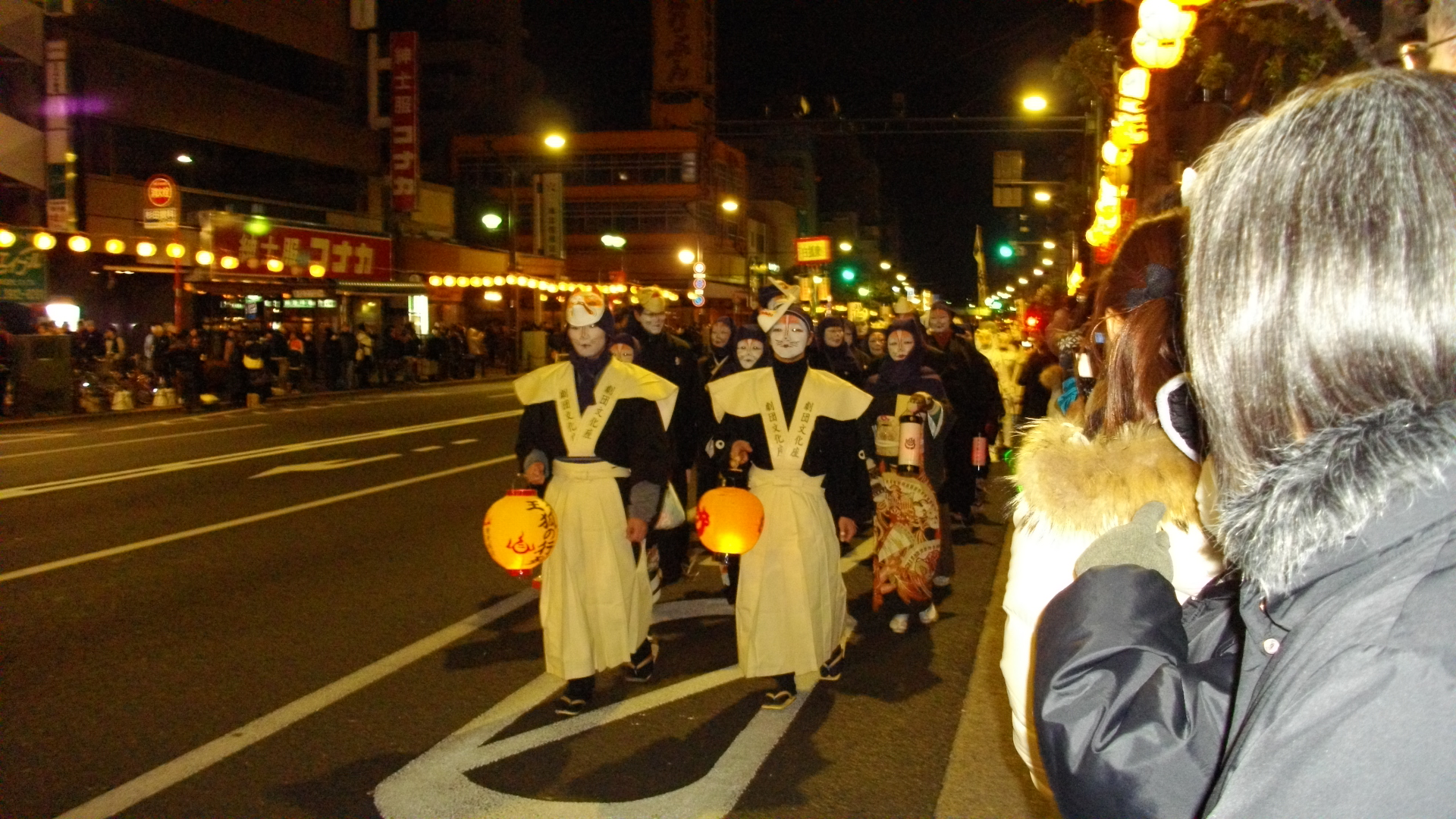
Kitsune no Gyoretsu (Ōji 2010).

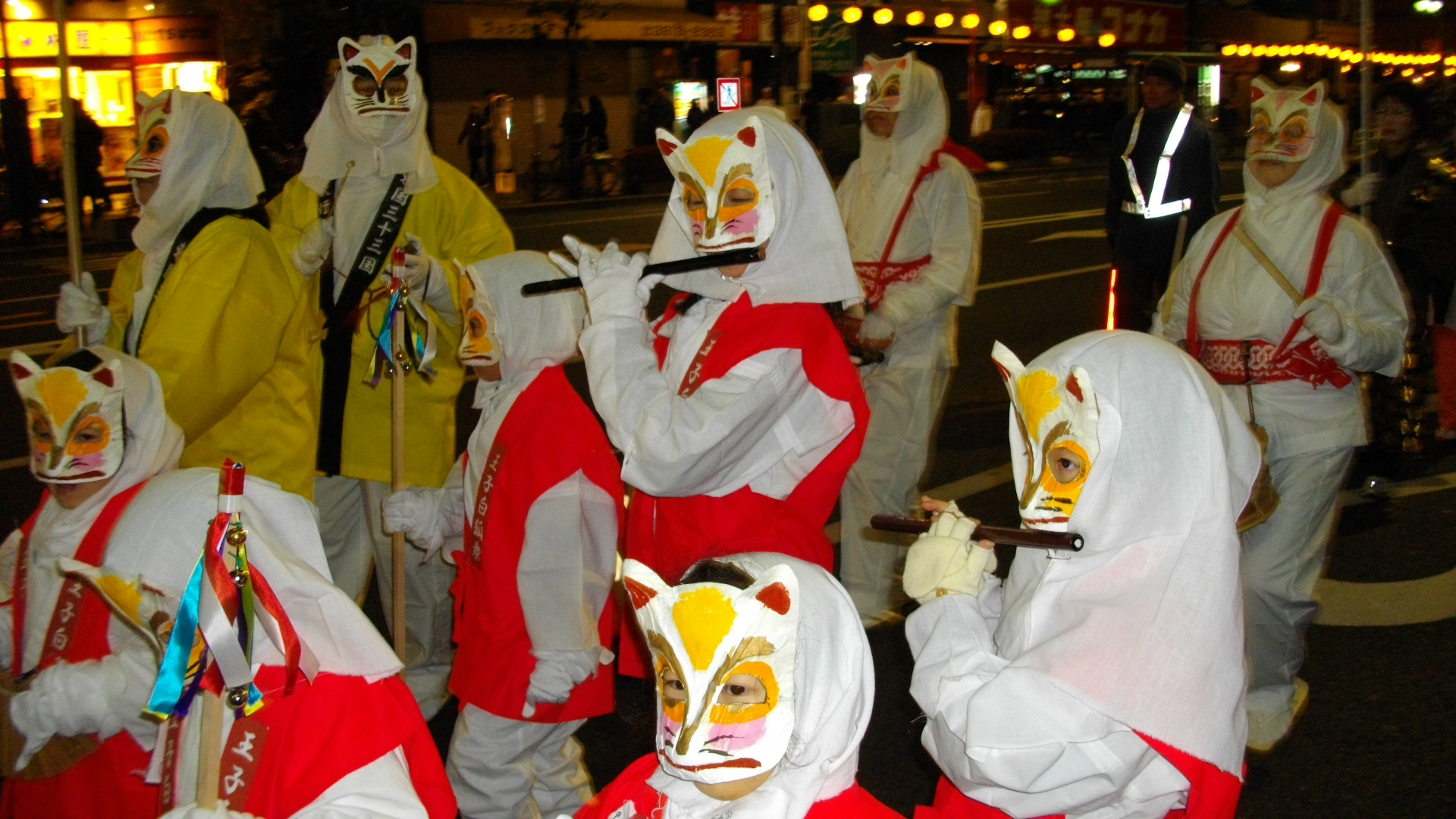
Kitsune no Gyoretsu (Ōji 2010).

Tradicionalmente, as atividades importantes para o ano e o dia de encerramento eram concluídas para começar o novo ano com frescor. Algumas delas incluem limpeza da casa, pagamento de dívidas, purificação (como expulsar maus espíritos e má sorte) e banhos para que as últimas horas do ano possam ser aproveitadas para relaxar. Ultimamente, famílias e amigos costumam reunir-se para festas, incluindo a exibição do Kōhaku Uta Gassen (紅白歌合戦, "Batalha de Canto Vermelha/Branco")  com mais de quatro horas de duração, na NHK, ou mais recentemente para assistir a grandes espetáculos de artes marciais mistas. Este costume tem as suas raízes na antiga cultura japonesa em torno toshigamisama (歳神様) ou toshitokusama (歳徳様) , que girava em torno da prática de mostrar reverência aos deuses dos anos atuais e futuros.
Cerca de uma hora antes do Ano Novo, as pessoas costumam reunir-se pela última vez no ano velho para comer uma tigela de toshikoshi soba ou toshikoshi udon juntas — uma tradição baseada na associação que as pessoas têm de comer os noodles longos com a "passagem de um ano para o outro", que é o significado de toshi-koshi . Embora os noodles sejam frequentemente comidos puros ou com cebolinho picado, em algumas localidades as pessoas cobrem-no com tempura. Tradicionalmente, as famílias fazem osechi nos últimos dias do ano. A comida é então consumida durante os primeiros dias do ano novo para "[dar as boas-vindas] à 'divindade do ano' em cada casa" e "[desejar] felicidade durante todo o ano".
À meia-noite, muitos visitam um santuário ou templo para o Hatsumōde, ou a primeira visita ao santuário/templo do ano. Em todo o Japão, os santuários xintoístas preparam amazake para distribuir às multidões que se reúnem à medida que a meia-noite se aproxima. A maioria dos templos budistas tem um grande bonshō (sino budista) que é tocado uma vez para cada uma das 108 tentações terrenas que se acredita causarem sofrimento humano. A tradição do toque dos sinos é conhecida como joya no kane (除夜の鐘).
Quando se vê alguém pela última vez antes do Ano Novo, é tradicional dizer "Yoi o-toshi wo" (良いお年を, lit. "Tenha um bom ano novo"). A primeira saudação tradicional após o início do Ano Novo é "Akemashite omedetō (明けましておめでとう, lit. "Parabéns pelo ano novo").
Esta celebração é o equivalente à véspera de Ano Novo no mundo ocidental e coincide com o Dia de São Silvestre celebrado por algumas igrejas cristãs ocidentais.